# Marsdenia ecorpuscula
Marsdenia ecorpuscula är en oleanderväxtart som beskrevs av Henry Hurd Rusby. Marsdenia ecorpuscula ingår i släktet Marsdenia och familjen oleanderväxter. Inga underarter finns listade i Catalogue of Life.